# 수장고
수장고 (收藏庫)는 박물관과 미술관에서 소장중인 유물과 작품을 보존, 유지, 관리하기 위해 만든 보관시설이다. 유물의 보전을 가장 우선되는 기능으로 삼고 있기 때문에 온도와 습도 유지, 내진 설계 등이 중요시되며, 접근성이 극히 제한되어 있는 경우가 많다.

## 상세

### 역할
유적지의 발굴 현장에서 출토된 유물은 발굴기관에서 임시로 보관하다 문화재청이 지정한 국가귀속처로 옮기도록 되어 있는데, 이 때 해당 지역의 국공립박물관 수장고가 대상이 된다. 출토품을 옮기는 과정에서 선제적인 보존처리와 기본 연구도 함께 이루어진다.
기관 뿐만 아니라 경매를 위한 미술품을 보관하는 용도 역시 수장고로 불리는데, 국제적인 미술 시장의 경우 원활한 작품 관리와 이동을 위해 공항이나 항구 등 물류 중심지에 수장고를 건립하는 사례가 있다. 스위스 제네바 자유무역항 포트 프랑은 세계 최대 규모로 꼽힌다.

### 개방형 수장고
수장고 자체를 전시 공간으로 삼은 것을 '개방형 수장고 (visible storage)라고 부른다. 폐쇄적인 접근성을 지닌 일반 수장고와는 달리 일반 전시공간처럼 누구나 살펴볼 수 있도록 만든 수장고로, 평소에 전시되지 않는 소장작품의 접근성을 끌어올리는 장점을 갖추고 있다.
2018년 국립현대미술관 청주관은 대한민국 최초로 개방형 수장고 전시를 선보였으며, 2021년 7월에는 국립민속박물관 파주관도 개방형 수장고 방식을 채택하였다. 2028년에는 서울특별시 소장품을 대상으로 서초동 구 정보사령부 부지에 '보이는 미술관형 수장고'가 설립될 예정이며, 이곳에서는 소장품과 미술품의 복원 과정을 동시에 공개하게 된다.